# Chiesa di San Pietro (Zurigo)
La chiesa di San Pietro (in tedesco St. Peter o Peterskirche) è la più antica parrocchia medievale di Zurigo. Si trova nelle vicinanze del Lindenhof, che era un tempo un castello romano, e le sue origini risalgono molto probabilmente al tempo dei Romani.

## Storia e descrizione
La prima menzione è dell'857, quando il re Ludovico II il Germanico dona le entrate della parrocchia all'abbazia di Fraumünster. Nel 1345 il borgomastro Rudolf Brun, artefice dello statuto delle corporazioni zurighesi, acquisisce i diritti e i tributi di San Pietro (decima). Nel 1360 vi fu l'inumazione di Brun nel coro della chiesa, la cui tomba e lapide si trovano sul muro esterno della torre. Il primo parroco riformato, Leo Jud (1523-1542), che era amico di Zwingli, lavorò alla prima traduzione zurighese della Bibbia. Tra il 1778 ed il 1801 lavorò a St. Peter il parroco Johann Kaspar Lavater (scrittore e fisiognomo), amico del giovane Goethe. La sua tomba si trova addossata al muro esterno della chiesa, mentre una sua stele commemorativa è posta nel coro.
Quattro sono le costruzioni preesistenti: preromanica verso il secolo 800, del primo periodo romanico verso il 1000, tardo-romanica all'inizio del XIII secolo (torre e coro conservati) e infine tardo-gotica verso il 1450. La costruzione attuale ha una sala con tribuna di stile barocco, del 1705-06, prima nuova costruzione di una chiesa riformata di Zurigo.
Gli elementi architettonici attuali sono: la torre tardoromanica-gotica; il coro dell'inizio del XIII secolo, con frammenti di affreschi del XIV e XV secolo; la navata barocca e la tribuna, situata sotto tre volte a botte segmentate, sorrette da colonne toscane. Da notare, ancora, le stuccature ornamentali di Salomon Bürkli (Zurigo) e la collaborazione di Franz Schmutzer (Wessobrunn) per le colonne. Vi fu un restauro nel 1970-74 che garantì il rifacimento, comprendente anche le pitture delle facciate (del 1705-06).
Elemento di spicco è il fonte battesimale del 1598 con stuccature barocche. Gli stalli del coro del XV secolo provengono da monasteri della città secolarizzati con intagli e misericordie. Si ricordano ancora il leggio del pulpito (1705-06) ed il baldacchino del pulpito (1790). Vi sono dei ricchi cartocci d'acanto con versetti della Bibbia sopra il pulpito. Il lampadario di cristallo venne rifatto su un modello del 1710. La chiesa ha un organo del 1974 con 53 registri. Una particolarità: l'orologio della torre ha il più grande quadrante d'Europa (diametro 8,7 m). Le cinque campane sono del 1880, e la più grande (un La bemolle) pesa 6.203 kg. C'è stato un picchetto d'allarme nella torre fino al 1911.